# Лабуткин, Александр Алексеевич
Алекса́ндр Алексе́евич Лабу́ткин (1910, Санкт-Петербург, Российская империя — 1935) — советский серийный и массовый убийца. С 1933 по 1935 годы застрелил 15 человек в лесном массиве на окраине ленинградского района Ржевка-Пороховые.

## Биография

### Детство и юность
Александр Лабуткин родился в 1910 году в Санкт-Петербурге в семье потомственных рабочих. Его отец Алексей Лабуткин всю жизнь проработал на заводе, имел общий стаж в 42 года. Мать была домохозяйкой. В конце 1920-х годов Лабуткин устроился работать пристрельщиком наганов на оружейном заводе «Краснознамёнец»  где ранее работал его отец. В 1930 году, занимаясь выкорчёвыванием пня с помощью украденного  накануне пироксилина, Лабуткин случайно произвёл преждевременную детонацию последнего, в результате чего лишился кисти правой руки. В связи с этим работать пристрельщиком он более не мог, и поэтому устроился паропроводчиком на Охтинский комбинат в Ленинграде. Семья Лабуткиных считалась зажиточной, в их доме был ряд элитных по тем временам вещей. Лабуткин отличался крайней страстью к модным вещам; по воспоминаниям знакомых, он очень любил надевать тёмный пиджак и широкополую шляпу, что создавало о нём мнение как о щёголе. Ещё до совершения убийств Лабуткин демонстрировал в своём поведении девиации: имел тягу к мелкому воровству и поджогам и даже собирался совершить несколько убийств при помощи огня.

### Убийства
30 августа 1933 года Лабуткин, замаскировавшись под грибника, взял револьвер и отправился в лес, расположенный за Пороховыми заводами на окраине Ржевка-Пороховые. Там он встретил компанию из двух мужчин и трёх женщин, после чего произвёл в них несколько выстрелов; четыре человека скончались на месте, а единственная выжившая женщина умерла спустя некоторое время в больнице, не успев дать следователям никаких показаний. Пули, которыми убийца пользовался при совершении своих преступлений, были изготовлены его знакомым слесарем из шариков подшипников. С места массового убийства Лабуткин забрал незначительные ценности, что исключило для следствия корысть как мотив.
2 декабря 1933 года, в том же самом лесу, маньяк застрелил ещё двух человек; у убитых он забрал пару валенок, продукты и несколько других вещей.
11 апреля 1934 года Лабуткин подкараулил и застрелил пожилого слесаря; убийца забрал у жертвы деньги и чемоданчик с инструментом, а также выдернул золотые коронки.
Для преступлений Лабуткина были характерны длительные паузы между эпизодами. Спустя 7 месяцев, 13 ноября 1934 года, он застрелил птицелова, осматривавшего свои силки. Добычей преступника стала клетка с пойманными птицами.
11 января 1935 года Лабуткин застрелил с интервалом в 2 часа две гулявшие в лесу семейные пары и вновь забрал у убитых не представлявшие особой ценности вещи.
Через месяц, 17 февраля 1935 года, Лабуткин убил одинокого рабочего. Для отвлечения внимания своих последних жертв он использовал свою жену Марию.
18 марта 1935 года Лабуткин совершил последнее нападение — на супружескую пару; мужчина был убит, а в женщину преступник стрелять не стал.

### Арест, следствие и суд
Последняя жертва опознала убийцу, и вскоре Лабуткина задержали.
Следствие по делу Лабуткина было недолгим. По делу серийного убийцы были также арестованы его жена Мария Лабуткина и несколько человек, которые были обвинены в укрывательстве преступлений. Летом 1935 года состоялся суд, во время которого Особое совещание приняло решение о применении к Александру Лабуткину высшей меры наказания —  смертной казни через расстрел, а остальным подсудимым были назначены длительные сроки лишения свободы; в частности, Марию Лабуткину лишили родительских прав и отправили в лагерь на 10 лет. Сам Лабуткин был расстрелян в течение суток после вынесения приговора.

## В массовой культуре
- Документальный фильм «Стрелок» из цикла «Следствие вели» (2015)
- Документальный фильм «Дело однорукого» из цикла «Легенды советского сыска. Годы войны» (2016)[прим. 1]